# Saruma henryi
Saruma henryi ist eine Pflanzenart aus der Familie der Osterluzeigewächse (Aristolochiaceae). Sie ist die einzige Art in der Gattung Saruma.

## Beschreibung
Saruma henryi ist eine aufrechte, ausdauernde krautige Pflanze. Die kräftigen Rhizome haben einen Durchmesser von ungefähr 5 Millimetern. Die Wurzeln sind duftend. Die Blätter sind herzförmig und wechselständig. Die Stängel sind grau-braun behaart und 0,5 bis 1 Meter hoch. Der Blattstiel ist 3 bis 12 Zentimeter lang und behaart. Blattspreite misst 6 bis 15 × 5 bis 13 Zentimeter und ist herzförmig. Ihre Spitze ist kurz zugespitzt, ihre Grund ist herzförmig. 

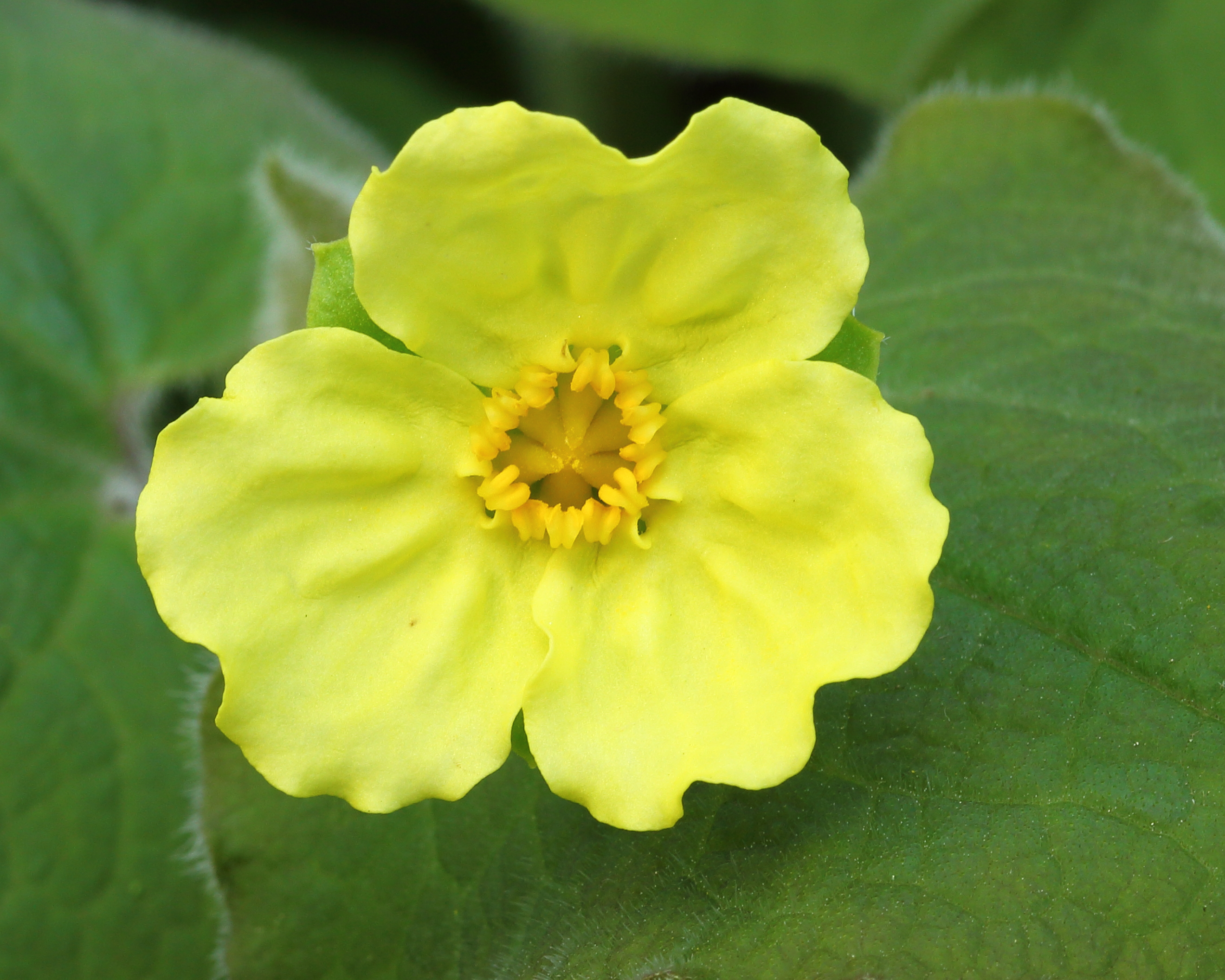
Blüte

Der Blütenstiel ist 2 bis 3,5 Zentimeter lang und behaart. Die Blüten werden von Blattstielen getragen, sind einzeln und immer endständig. Die Blütenhülle ist radiärsymmetrisch. Die Kelchblätter sind an der Basis verwachsen. Die drei Kelchblattlappen sind eiförmig und ungefähr 10 × 7 Millimeter groß. Die drei Kronblätter sind ungefähr 10 × 8 Millimeter groß, gelb bis gelbgrün, herzförmig bis nierenförmig, genagelt und unverwachsen. Die 12 Staubblätter sind ungefähr 2 Millimeter groß und in zwei Serien angeordnet. Die Staubfäden sind aufgeblasen und an der Spitze gebogen. Die Staubbeutel sind länglich und nach innen umgebogen. Der Fruchtknoten ist mittelständig. Die 6 Fruchtblätter sind nur an der Basis verwachsen. Griffel fehlen. Die Narbe läuft an der ventralen Seite des Fruchtblattes herab. Die Früchte sind Balgfrüchte mit bleibendem Kelch und messen 6 bis 8 × 4 bis 6 Millimeter. Die Samen sind ungefähr 3 Millimeter groß, dreieckig-verkehrtkegelförmig, auf einer Fläche konvex und seitlich runzelig und besitzen ein fleischiges Anhängsel.
Die Art blüht von April bis Juli.
Die Chromosomenzahl beträgt 2n = 24, 26 oder 52.

## Vorkommen
Die Art kommt in China in Gansu, Guizhou, Hubei, Jiangxi, Shaanxi und Sichuan vor. Sie wächst in dichten Wäldern in Tälern und an Flussufern in Höhenlagen von 600 bis 1000 Meter.

## Systematik
Die Gattung Saruma und die Art Saruma henryi wurden 1889 von Daniel Oliver erstbeschrieben. Saruma henryi ist die einzige Art der Gattung Saruma.

## Nutzung
Saruma henryi wird medizinisch genutzt.